# Johann Justin Schierschmid
Johann Justin Schierschmid (* 27. Dezember 1707 in Gotha; † 26. Dezember 1778 in Erlangen) war ein deutscher Rechtswissenschaftler, Philosoph und Hochschullehrer.

## Leben
Schierschmid war Sohn eines Offiziers des Stadtbataillons. Er besuchte das Gymnasium illustre zu Gotha und ging dann 1727 an die Universität Jena. Er wechselte an die Universität Marburg, an der er sein Studium bei Christian Wolff fortsetzte. 1732/1733 war er in Gotha und begann an seiner ersten juristischen Arbeit Elementa juris civilis ad ductum Institutionum, methodo scientifica conscripta zu schreiben. Darauffolgend konnte er am 14. April 1733 den philosophischen Magistergrad an der Universität Erfurt erlangen. Anschließend ging er an die Universität Leipzig und von dort kurz an die Universität Halle. 1734 wurde er in Halle mit der Dissertation de imputatione culpae civili zum Doktor beider Rechte promoviert, blieb jedoch bis 1737 zunächst noch in Leipzig.
Schierschmid ging 1737 dann als Dozent an die Universität Jena, an der er 1739 außerordentlicher Professor der Philosophie wurde. In Jena war er zudem als Rechtsanwalt tätig. 1743 erhielt er einen Ruf als ordentlicher Professor der Rechte und der Philosophie an die neugegründete Universität Erlangen, dem er jedoch erst 1744 folgte. 1745 wurde er zunächst vierter Professor der Juristenfakultät und erlangte den Titel eines Hofrates. Von 1746 bis 1748 war er Syndikus der Universität. 1758 wurde er dritter, 1760 zweiter und schließlich 1767 erster Professor der Fakultät. 1776 ging er in den Ruhestand. Zugleich wurde ihm der Titel Geheimer Hofrat verliehen. Bis zu seinem Tod hielt er weiter Vorlesungen an der Universität.

## Publikationen (Auswahl)
- Dissertatione Inaugurali Imputationem Culpae Civilem, Hendel, Halle 1734.
- Imputatio culpae circa contractus cumprimis innominatos et reales, Leipzig 1735.
- Dissertatio philosophica de principio determinationis praedicati, eiusque usu, Cröker, Jena 1737.
- I. I. S. Allgemeine Regel, wer von den streitenden Partheyen bey einem Rechtshandel den Beweis zu übernehmen, Erlangen 1754